# Rings of Power
Rings of Power es un videojuego de rol isométrico desarrollado por Naughty Dog y distribuido por Electronic Arts para Sega Genesis en 1991. El jugador asume el papel de un joven hechicero, cuya misión es recolectar once anillos y usarlos para rehacer un poderoso arma para derrotar a un dios maligno.

## Trama
Se libró una gran batalla entre el sagrado Nexus y el demoníaco Vacío, que luchó por la Vara de la Creación, que creó el mundo de Ushka Bau. Su batalla fue tan inmensa que la vara se rompió en dos pedazos y ambos dioses huyeron con la mitad. Esto luego tomó la forma de once anillos.
Estos anillos fueron luego confiados a representantes de cada una de las seis clases (Hechicero, Caballero, Arquero, Nigromante, Encantador y Conjurador). Todos los anillos se han perdido y la historia de los anillos se ha convertido en una leyenda. El maestro Thalmus ha solicitado la presencia de un joven hechicero llamado Buc, su alumno más prometedor. Buc intenta encontrar los anillos, restaurar la Vara de la Creación y destruir el malvado Vacío de una vez por todas.

## Jugabilidad
A diferencia de la mayoría de los videojuegos de rol de la época, como Final Fantasy IV y Dragon Quest IV, Rings of Power tiene un estilo que comparte muchas similitudes con juegos de rol para PC como Dungeon Master, Wizardry y A Bard's Tale. El juego es muy abierto, contiene cientos de personajes no jugables con muchas opciones de diálogo diferentes y docenas de misiones y eventos aleatorios. Prácticamente todas las ubicaciones están disponibles desde muy temprano en el juego.

## Desarrollo
Según Naughty Dog, "Rings of Power" fue diseñado originalmente para computadoras DOS y Amiga hasta que el editor Electronic Arts decidió en ese momento que los juegos de Genesis eran más rentables. Como resultado, se convirtió en el primer juego de Naughty Dog en una videoconsola. Las ventas del juego ayudaron a financiar el desarrollo del próximo proyecto de Naughty Dog, Way of the Warrior. Vijay Pande, creador del proyecto de investigación de enfermedades informáticas distribuidas Folding@home, ayudó a diseñar y codificar el juego.

## Recepción
El juego ha recibido críticas mixtas por parte del público y los críticos. La revista MegaTech criticó los controles y la dificultad. GamePro lo reclamó como 'un rol imprescindible para los aventureros de videojuegos'. Debido a que el mapa del juego no tenía ninguna ubicación marcada y no había un diario de misiones, muchos jugadores criticaron la dificultad del juego, ya que el objetivo del juego se logró mediante una cuidadosa atención a los detalles y una exploración constante.